# Antoine Pevsner

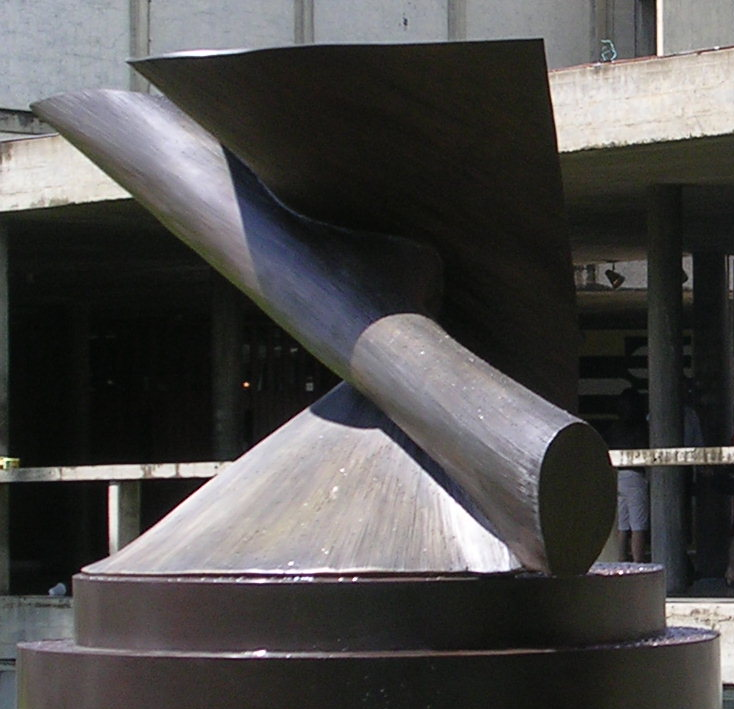
"Projection dynamique 30°", Caracas

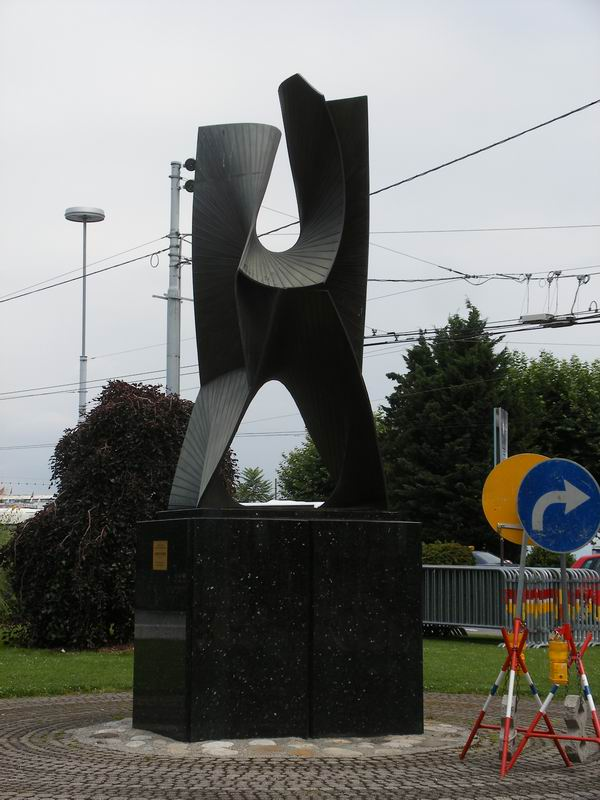
"Construction spatiale", Genève

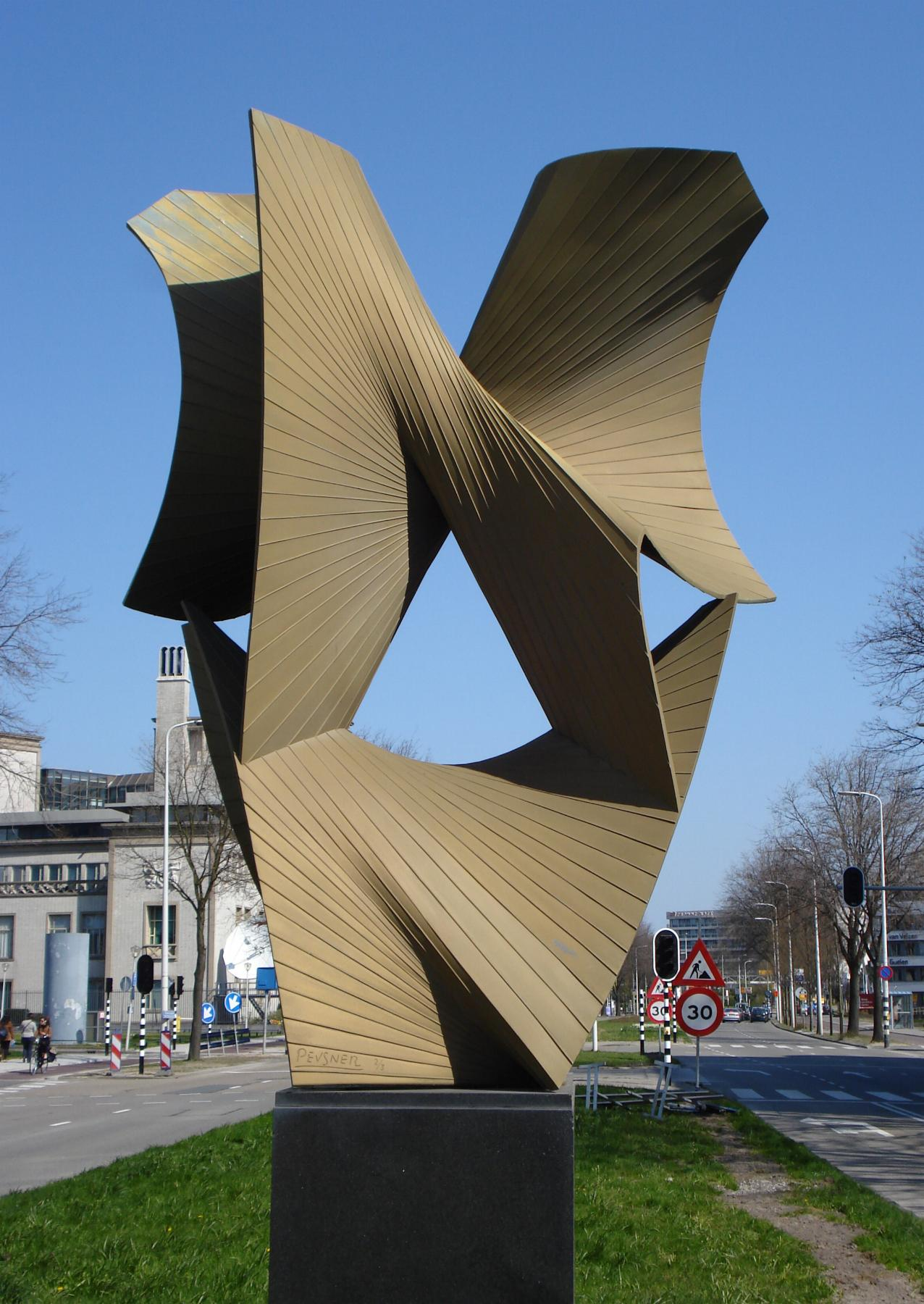
"Derde en vierde dimensie" (1969), Den Haag

Antoine Pevsner (Russisch: Антуан Певзнер, geboren als Nota Berkovitsj Pevzner, Russisch: Нота Беркович Певзнер) (Orjol, 18 januari 1884 – Parijs, 12 april 1962) was een Russisch-Franse schilder en beeldhouwer.

Kunst moet inspiratie zijn die bestuurd wordt door de wiskunde. Ik heb vrede, symfonie en orchestratie nodig.

## Zijn leven
Antoine (Natan Borisovitsj) was de oudere broer van Alexei en Naum Pevsner (die beter bekend is als Naum Gabo). Hij bezocht achtereenvolgens de kunstacademies van Kiev en Sint-Petersburg. In 1911, bij een eerste bezoek aan Parijs, leerde hij het werk kennen van Robert Delaunay, Albert Gleizes en Fernand Léger. In 1913, bij een tweede bezoek aan Parijs, maakte hij kennis met Alexander Archipenko en Amedeo Modigliani en hun kubistische werk. Ook bezocht hij een expositie met architectonische constructies van de futurist Umberto Boccioni. Tijdens de Eerste Wereldoorlog verbleef hij bij zijn broer Naum, die eerder met broer Alexei naar Oslo was uitgeweken. In 1917 ging Pevsner terug naar Rusland, waar hij, evenals Wassily Kandinsky en Kazimir Malevitsj, een aanstelling als docent kreeg aan de Kunstacademie van Moskou.
Zowel Antoine als Naum worden beschouwd als de belangrijkste exponenten van de constructivistische beweging in de beeldhouwkunst der twintigste eeuw. Het was een huwelijk tussen kunst en mathematica. Bovendien waren beiden pioniers van de kinetische kunst. Zij ontdekten het gebruik van metaal in de beeldhouwkunst door toepassing van diverse lastechnieken en assemblage van metaaldelen tot sculptures. Antoine Pevsner was een van de eerste beeldhouwers die ook een brander gebruikte bij het lassen van koperen staven tot sculpturale vormen. Samen met Naum Gabo gaf hij in 1920 het Realistisch Manifest uit, waarin werd gesteld dat kunst tijd en ruimte moest uitbeelden.
Hij kon zijn werk presenteren in 1922 in Berlijn, bij Galerie van Diemen, tijdens de tentoonstelling Erste russische Kunst Ausstellung. Een jaar later leerde hij, weer in Berlijn, Marcel Duchamp en Catharine Dreier kennen en hij besloot het schilderen op te geven en zich geheel te wijden aan de (constructivistische) beeldhouwkunst. In 1923 vestigde hij zich definitief in Parijs, waar hij in 1930 de Franse nationaliteit verkreeg.
In 1931 behoorde Pevsner, met Theo van Doesburg, Naum Gabo, Auguste Herbin en Georges Vantongerloo, tot de oprichters van de internationale kunstenaarsgroep Abstraction-Création. In de jaren dertig was Pevsner aanwezig op vele internationale groepstentoonstellingen, onder andere in Amsterdam, Bazel, Londen, New York en Chicago.
Hij kreeg een solo-expositie bij Galerie René Drouin in Parijs en in 1948 een dubbeltentoonstelling Gabo-Pevsner in het Museum of Modern Art in New York. In 1957 werd een expositie aan hem gewijd in het Musée National d'Art Moderne in Parijs.
Pevsner werd tweemaal uitgenodigd voor de documenta in het Duitse Kassel, in 1955 (nummer 1) en in 1959 (nummer II). Hij vertegenwoordigde in 1958 Frankrijk tijdens de Biënnale van Venetië.
Pevsner woonde en werkte in Parijs. Hij bezocht in 1962 na vele jaren zijn familie in Rusland en stierf in hetzelfde jaar in Parijs. Hij ligt begraven op de Cimetière Russe van Sainte-Geneviève-des-Bois (Essonne).

## Zijn werk

### Musea
Het werk van Pevsner bevindt zich in de meeste grote museumcollecties, zoals:
- Centre Georges Pompidou in Parijs
- Tate Modern in Londen
- Lehmbruck-Museum in Duisburg
- Guggenheim Museum (New York) in New York
- Hirshhorn Museum and Sculpture Garden in Washington D.C.

### Universiteit van Caracas
Vele Venezolaanse maar vooral internationale kunstenaars (zoals Hans Arp, Fernand Léger, Alexander Calder en Henri Laurens) leverden een bijdrage aan het nieuwbouwproject van de Universiteit van Caracas, de Ciudad Universitaria de Caracas van de Venezolaanse architect Carlos Raúl Villanueva. Zo ook Pevsner en wel met: Projection dynamique 30° (1951).
Het hele project staat sinds 2000 op de Werelderfgoedlijst van de UNESCO.